# Крийва
Кри́йва (эст. Kriiva) — деревня в волости Сетомаа уезда Вырумаа, Эстония. Исторически относится к нулку Лухамаа.
До административной реформы местных самоуправлений Эстонии 2017 года входила в состав волости Миссо (упразднена).

## География и описание
Расположена у границы Эстонии и России, в 30 километрах к юго-востоку от уездного центра — города Выру. Расстояние до волостного центра — посёлка Вярска — 42 километра. Высота над уровнем моря — 183 метра. На территории деревни и частично на территории России находится озеро Крийва (также Грива, площадь 0,9 гектара).
Климат умеренный. Официальный язык — эстонский. Почтовый индекс — 65013.

## Население
По данным переписи населения 2021 года, в Крийва насчитывалось 4 жителя.
По состоянию на 1 января 2020 года в деревне было 4 жителя, из них 3 — лица пенсионного возраста (65 лет и старше).
По данным переписи населения 2011 года, в деревне проживали 6 человек, национальный состав неизвестен (сету в перечне национальностей выделены не были).
Численность населения деревни Крийва по данным переписей населения СССР и Департамента статистики Эстонии:
| Год  | 1959 | 1970 | 2000 | 2011 | 2017 | 2018 | 2019 | 2020 | 2021 |
| ---- | ---- | ---- | ---- | ---- | ---- | ---- | ---- | ---- | ---- |
| Чел. | 114  | ↘ 56 | ↘ 14 | ↘ 6  | ↗ 9  | ↘ 6  | ↘ 5  | ↘ 4  | → 4  |

## История
В письменных источниках 1558 года упоминается въ дер. Гривахъ, 1585–1587 и 1627 годов — пус. Гривы за Лидовскимъ озеркомъ (пустынь), 1686 года — пус. Грива (пустынь), 1869 года — Гривы, примерно 1920 года — Grivõ, 1922 года — Griiva, 1926 года — Griva, 1939 года — Kriiva.
Деревня существовала уже в XVI веке, в XIX веке имелся также выселок Гривы. В 1977 году они были объединены, в настоящее время территория бывшей пу́стыни не заселена.

## Комментарии
1. ↑  Эстонские топонимы, оканчивающиеся на -а, не склоняются и не имеют женского рода (исключение — Нарва)[9].